# Bódhisattva

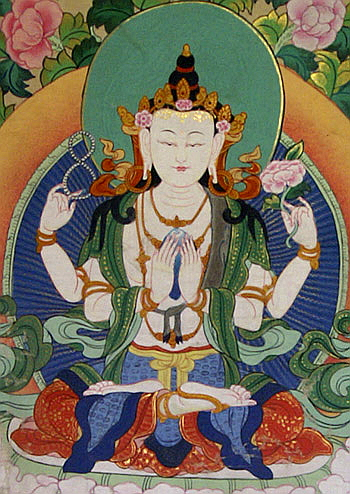
Bódhisattva Avalókitéšvara, ztělesňující soucit (karuná), je nejpopulárnějším bódhisattvou mahájánového buddhismu

Bódhisattva (v páli bódhisatta; v tibetštině བྱང་སེམས་ཅན།; čínsky: 菩萨 nebo 菩薩, pinjin: púsà; japonsky: 菩薩 bosacu; korejsky: 보살 bosal ; vietnamsky: Bồ Tát) je buddhistický termín, který je různě interpretován, a obecně lze říci, že označuje toho, kdo dosáhl stavu předcházejícího stavu buddhy a dále usiluje o probuzení. Gautama Buddha původně tento termín používal, když hovořil o době před svým probuzením, říkal: „Když jsem byl bódhisattvou…“ V příběhu z minulých životů Gautamy Buddhy byl bódhisattvou člověk, který se setkal s učením nějakého buddhy (v tomto článku je používán termín buddha ve smyslu samajaksambuddha – viz typologie buddhů) a byl ve svém životě schopen dosáhnout arhatství (tj. probuzení žáka), ale než by se stal arhatem, rozhodne se bódhisattva osvobození odložit ve prospěch ještě většího dobra. Bódhisattva ví, že přijde čas, kdy ze světa zmizí učení buddhů, kdy svět bude připraven o cestu k osvobození. Slibuje proto, že bude následovat dlouhou cestu bódhisattvy až k realizaci buddhovství, aby mohl odkrýt dávno zapomenutou stezku k nirváně a ukázat ji světu. V raných školách buddhismu se sice vědělo, že Gautama Buddha učinil kdysi takové rozhodnutí a prošel dlouhou cestou bódhisattvy, ale všeobecně nebyl ideál bódhisattvy následován. Nabyl na významu teprve až se vznikem pozdějších směrů buddhismu, jako je mahájána a vadžrajána (která ideál bódhisattvy od mahájány převzala).
V páli je slovo bódhisatta odvozeno od bódhi = osvícení a satta = oddán čemu nebo upřený na. V sanskrtu by měl překlad tohoto slova znít bódhišákta, avšak je používáno bódhisattva, což doslova znamená osvícení-bytost, nebo volněji přeloženo bytost snažící se stát buddhou. Často se tento termín používá k označení kohokoli, kdo usiluje o osvícení, ale v nejužším slova smyslu a v původním významu se jedná o bytost usilující o realizaci samjaksambódhi – osvícení vševědoucího učitele, který rozšíří Dharmu (tj. Buddhovo učení) v době, kdy je ve světě zapomenuta.

## Stručná charakteristika pojetí v jednotlivých školách
Avšak tento termín je rozdílně chápán v théravádě (a ostatních raných školách) a mahájáně (a tedy i vadžrajáně). V prvé řadě se oba směry liší ve výčtu páramit (dokonalostí), které musí bódhisattva kultivovat, aby se mohl stát buddhou, který mimo osvícení dosáhl i vševědoucnosti a je schopen dovést nespočet cítících bytostí k osvícení v době, když učení (Dharma) bylo zapomenuto. Podle théravády existuje 10 párámit, kdežto dle mahájánových súter je jich většinou 6 nebo 4. Další rozdíl tkví v jakémsi zjednodušení cesty bódhisattvy. Dle mahájány není cesta k realizaci buddhovství tak dlouhá a namáhavá jako tomu je podle théravády. Hovoří se někdy o tom, že mahájána přiblížila nedosažitelný ideál bódhisattvy obyčejným lidem. 

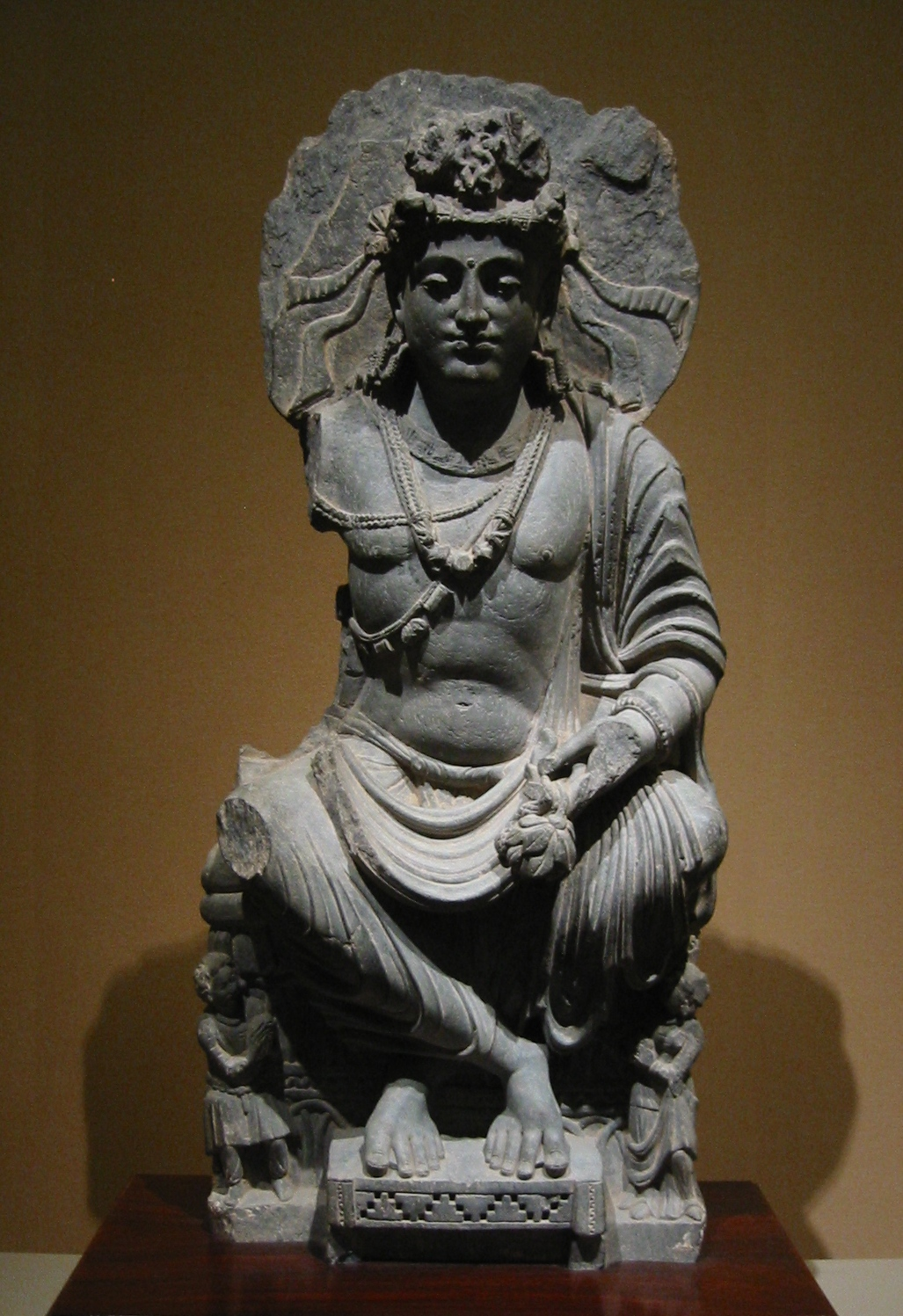
Bódhisattva Maitréja je budoucím buddhou, který se objeví na Zemi poté, co bude zapomenuto učení současného Buddhy Gautamy. Maitréja je jediným bódhisattvou, kterého uznávají všechny buddhistické školy

Podle mahájánových súter by měl složit slib bódhisattvy každý a nikoli jen pár výjimečných jedinců. Dokonce podle mahájánové Lotosové sútry existuje pouze jediná cesta bódhisattvy a chtě nechtě na ní musí každý dřív nebo později vstoupit, chce-li dosáhnout osvícení. Podle mahájány bódhisattva realizuje osvícení (tj. poznání prázdnoty) již před dosažením buddhovství, kdežto podle raných škol je bódhisattva až na některé výjimečné schopnosti do dosažení buddhoství nevědomá bytost stejně jako jakýkoli jiný neosvícený člověk. Dokonce existují rozdíly i v cílech, k nimž bódhisattva směřuje. Dle théravády cesta bódhisattvy končí vždy realizaci buddhovství v lidském světě, buddha zůstává člověk, který získal hluboké poznání a je proto schopen učit ostatní. Tímto jediným zrozením se buddhovo učitelské poslání vyčerpá, umírá (vstupuje do parinirvány) a již se více nezrodí. Kdežto podle mahájány vede cesta bódhisattvy k realizaci tzv. transcendentního nebo kosmického buddhovství či táthagátovství (Gautama Buddha sám sebe označoval jako táthagátu). Bódhisattva tak realizuje osvícení v některém z nadzemských světů, stává se zde buddhou (táthagátou), přičemž si ponechává nadzemské (transcendentní) tělo, pomocí něhož se může ve vhodný čas projektovat do lidské existence a šířit zde dharmu. Dokonce silou nashromážděných zásluh může takový transcendentní buddha vytvořit tzv. čisté země – jakési nebeské světy, v nichž se každý může za určitých okolností znovuzrodit a pracovat na svém osvícení. Nejpopulárnější se stala čistá země Sukhávatí buddhy Amitábhy.
V textech théravády a dalších raných škol není zaznamenáno, že by Gautama Buddha instruoval své žáky k nastoupení cesty bódhisattvy, ale vždy učil své následovníky tak, aby pokud možno dosáhli osvícení již ve svém současném životě (tato duchovní cesta byla později označována za ideál arhata). I přesto lze najít v textech raných škol příběhy o minulých životech Gautamy Buddhy, v nichž sám sebe označoval z bódhisattvu a v nichž byla popisována jeho namáhavá cesta směřující k realizaci buddhovství. Z těchto příběhů bylo zřejmé, že každý buddha musel projít dlouhou a namáhavou cestu bódhisattvy. Sám současný Gautama Buddha tvrdil, že není prvním a ani posledním buddhou. Z toho je možné logicky usuzovat, že existovalo a musí i v současné době existovat mnoho bódhisattvů, kteří směřují k realizaci buddhovství. Dokonce je nutné, aby se i v budoucnosti stávali další jedinci bódhisattvy, čímž bude zaručeno znovuoživování Dharmy v dobách, kdy bude zapomenuta. Tyto závěry se pravděpodobně staly podkladem pro vznik ideálu bódhisattvy v rámci mahájánového směru buddhismu.
Právě kolem 1. století našeho letopočtu se začínají objevovat texty vznikajícího mahájánového buddhismu, podle nichž je usilování o co nejrychlejší osvícení označováno za sobecké a z tohoto důvodu jsou tzv. rané školy pejorativně označovány za hínajánu – malý vůz. Buddha v těchto textech mahájány instruuje své žáky, aby nastoupili cestu bódhisattvy, aby tak později mohli pomoci dosáhnout osvícení nespočtu cítících bytostí. Mahájánové sútry vznikaly postupně a nesystematicky, proto se pojetí ideálu bódhisattvy liší i mezi jednotlivými mahájánovými texty.

## Bódhisatta (bódhisattva) v théravádě
(pojmy jsou uváděny v páli)
Jak již bylo zmíněno, na rozdíl od mahájány není dle théravády tak snadné stát se bódhisattou (v sanskrtu bódhisattvou). Na základě příběhu o Sumédhovi (tak se jmenoval Gótama Buddha ve svém minulém životě, ve kterém složil slib bódhisatty) byly vypracovány základní předpoklady pro to, aby člověk mohl nastoupit cestu bódhisatty a realizovat buddhovství v daleké budoucnosti. Adept skládající slib bódhisatty musí splnit tyto podmínky:
1. Musí být člověk.
2. Musí být muž.
3. Musí být schopen dosáhnout osvícení v současném životě (tj. v životě, kdy skládá slib bódhisatty).
4. Musí učinit slib v přítomnosti žijícího buddhy (tj. sammá-sambuddhy).
5. Musí se zříci běžného (tj. světského) života.
6. Musí mít rozvinuté nadpřirozené schopnosti.
7. Musí být schopen obětovat svůj vlastní život.
8. Musí mít velké nadšení.

Z výše uvedeného je zřejmé, že například v současné době není z hlediska théravády možné stát se „skutečným bódhisattvou“, jelikož i kdyby se podařilo vyhovět všem uvedeným předpokladům, není možné splnit čtvrtou podmínku – posledním žijícím sammá-sambuddhou byl Siddharttha Gótama a příští buddha se objeví až v daleké budoucnosti (buddha Metteja, v sanskrtu Maitréja). V komentářích k pálijskému kánonu je však uváděno, že vzhledem k náročnosti nastoupení cesty bódhisatty je dokonce nutné dlouho dobu se připravovat na samotné složení slibu před žijícím buddhou, tedy na to aby se člověk mohl stát „skutečným bódhisattvou“, nebo bychom mohli spíše říci „potvrzeným bódhisattvou“. Z příběhu o Sumédhovi vyplývá, že tento „potvrzený bódhisattva“ se v daleké budoucnosti neodvratně stane buddhou, kdežto „nepotvrzený bódhisattva“ může ještě kdykoli „sejít z cesty“ a stát se arhatem (buddhou-žákem) – sice osvícenou bytostí, ale bez dokonalých učitelských schopností buddhy.
Učiní-li tedy adept slib před buddhou, ten mu potvrdí, zdali se buddhou skutečně stane (v příběhu o Sumédhovi to byl buddha Dípankára), sdělí mu dobu, po kterou mu bude jeho cesta trvat, podrobnosti života, ve kterém dosáhne svého cíle – jeho jméno, v jaké rodině se narodí, kdo budou jeho největší žáci, pod jakým stromem dosáhne osvícení. Avšak buddha bódhisattovi nesděluje, že je nutné během nespočtu životů kultivovat 10 páramí (dokonalostí), na to pomocí svých nadpřirozených schopností musí přijít „novopečený“ bódhisattva sám.
Nejhrozivěji však zní časový úsek, po který trvá cesta bódhisattvy od složení slibu po realizaci buddhovství. Nejkratší možnou dobu může cesta trvat 4 asankhejja a 100 tisíc kapp (kappa – věk , eón nebo světový cyklus, doba trvání existence vesmíru od jeho vzniku do jeho zániku) a nejdéle pak 16 asankhejja a 100 tisíc kapp. Přičemž pálijský termín asankhejja je číslovka nemající ekvivalent v češtině. Přibližný překlad je nespočet, uvádí se, že pravděpodobně se jedná o číslo se 140 nulami, tzn. 10 na stočtyřicátou.
Podle faktoru, který u bódhisatty převládá se rozlišují tři typy: 1. Paňňádhika bódhisatta, 2. Saddhádhika bódhisatta, a 3. Vírijádhika bódhisatta.
1. U prvého typu nazývaného paňňádhika bódhisatta (tj. „bódhisatta s dominantní moudrostí“) převládá v jeho usilování o realizaci buddhovství faktor moudrosti (paňňá). Těmto bódhisattům trvá cesta k realizaci buddhovství nejkratší dobu a to čtyři asankhejja a sto tisíc eónů. Buddha Gótama byl právě tímto typem bódhisatty.
2. Druhý typ bódhisatty věří, že buddhou se stane naplňováním deseti parámí a právě tato víra nebo důvěra (saddhá) je nejdominantnějším faktorem na jeho cestě k realizaci buddhovství. Proto je nazýván jako saddhádhika bódhisatta, což znamená „bódhisatta s dominantní důvěrou“. Tito bódhisattové realizují buddhovství až po osmi asankhejja a sto tisíc eónech.
3. Třetí typ bódhisatty se na své cestě nejvíce spoléhá na svou energii (vírija). Proto je nazýván jako vírijádhika bódhisatta, v překladu znamenající „bódhisatta s dominantní energií“. Těmto bódhisattům trvá cesta nejdelší dobu a to šestnáct asankhejja a sto tisíc eónů.

Je třeba poznamenat, že toto členění — paňňádhika, saddhádhika a víríjadhika – se týká jen bódhisattů. Po realizaci buddhovství rozdíly mizí, ve všech těchto aspektech jsou poté buddhové stejně vyrovnaní. Nelze tedy hovořit např. o buddhovi, u něhož je dominantní moudrost.
Dle théravády bódhisattové do realizace buddhovství zůstávají nevědomými bytostmi ovládanými zákonitostmi karmy stejně jako ostatní neosvícené bytosti. Přesto podle komentářů k pálijskému kánonu jim nashromážděná energie umožňuje vyhnout se některým nevhodným zrozením. V komentářích jsou vypočteny zrození, ve kterých se bódhisatta nikdy nezrodí. Často se jedná o bytí, v nichž je ztíženo nebo zcela znemožněno kultivování parámí (např. zrození v nebeských světech bez tvaru). V některých případech je však zřejmé[???], že se ve výčtu odráží dobové představy o nízkosti některých existencí (např. zrození jako barbar).
Podle komentáře ke Khaggavisana suttě ze Suttanipáty se bódhisatta, který již byl potvrzen buddhou, nemůže zrodit v následujících osmnácti existencích (tzv. 18 abhabbatthán):
1. od narození slepý,
2. od narození hluchý,
3. jako blázen,
4. jako němý,
5. jako chromý,
6. jako barbar (pravděpodobně myšleno narození v zemi, kde se nevěří v zákon karmy, není poskytována podpora potulným asketům apod.),
7. v lůně otrokyně,
8. s neměnným špatným názorem,
9. jako ten, jehož pohlaví se mění (z mužského do ženského),
10. jako ten, který je schopen spáchat pět nejhorších zločinů (vraždu matky, otce, arahata, zranění buddhy a způsobení rozkolu ve sangze),
11. jako malomocný,
12. jako zvíře menší než křepelka,
13. jako péta trpící neutěšitelným hladem nebo neuhasitelným žárem, či jako tzv. kálakaňčika asura,
14. v pekle Avíči a v místě zvaném Lókantarika (má se jednat o prostor, kde se setkávají tři světové systémy; v tomto prostoru trpí hříšníci za své špatné skutky, proto je toto místo nazýváno jako peklo Lókantarika),
15. jako Mára,
16. v nebeské sféře Asaňňasatta (nebeská oblast bytostí bez vědomí) a Suddhávása (nebeská oblast, kde se rodí pouze bytosti, které dosáhly třetího stupně osvícení),
17. v nebeských světech bez tvaru (tzv. Arúpalóka – tj. světy, kde neexistuje hmota a žijí tu bytosti pouze s myslí),
18. v jiných světových systémech (v buddhismu se věří, že tento světový systém /dalo by se říci vesmír/ není jediným).

## Bódhisattva podle mahájánových súter
V mahájáně je situace mnohem složitější. Mahájánová literatura netvoří jeden systematický celek, jednotlivé sútry vznikaly postupně a na sobě nezávisle, proto také pojetí bódhisattvy se mezi nimi liší. Obecně lze říci, že se shodují v hodnocení cesty bódhisattvy jako duchovní cesty vyšší úrovně nežli cesta pratjékabuddhy nebo arhata, kterou označují za hínajánu (malý vůz). Některé sútry nezatracují zcela cestu malého vozu a uznávají, že vede k realizaci nirvány. Jiné však tvrdí, že jedinou pravou cestou je cesta bódhisattvy a pratjékabuddhové i arhati se budou muset též jednoho dne vydat na dráhu bódhisattvy, jestliže chtějí realizovat „skutečnou“ nirvánu. Typickým příkladem tohoto přístupu je Lotosová sútra (Sadharmapundaríka-sútra).
Jednotlivé mahájánové sútry se vzájemně liší i ve výčtu páramit (dokonalostí), které musí bódhisattva na své cestě kultivovat, aby mohl dosáhnout realizace buddhovství. Uvádí se 6 páramit, 4 nebo i 10 stejně jako v théravádové tradici. Mezi jednotlivými páramitámi nabyla v mahájáně na vyznamu moudrost (pradžňá), která bódhisattvovi umožní vykonávat jeho spásné poslání – osvobodit nespočet cítících bytostí ze samsáry a soucit (karuná) – vlastnost, která bódhisattvu pohání v jeho spasitelském úkolu.
V mahájáně byly také rozpracovány jednotlivé stupně duchovního pokroku bódhisattvy. Tyto stupně nebo úrovně jsou nazývány bhúmi (země). Cesta bódhisattvy začíná probuzením tzv. bódhičitty – tj. zaměření mysli na osvícení. Bódhičitta musí být neustále udržována. Dále obdobně jako dle théravády pronáší adept slib bódhisattvy, který však není nutné přednést před žijícím buddhou. Bódhisattva se pak vydává na cestu při níž prochází jednotlivými stupni (úrovněmi).
I počet stupňů se podle jednotlivých mahájánových súter liší. Pravděpodobně existovalo nejprve jen šest stupňů, později však texty Bódhisattva-bhúmi a Lankávatára sútra přidávají sedmý stupeň. V textu Dašabhúmika sútra se již objevuje deset úrovní, přesto je dosti zřejmé, že deset stupňů vzniklo tak, že k předcházejícím sedmi byly přidány tři, aby se počet „zaokrouhlil“ na deset. Dle tohoto textu v sedmém stupni dosahuje bódhisattva individuálního osvobození, které je rovno osvícení arhata, ale nedá se tímto úspěchem zlákat a pokračuje dál na své cestě až k realizaci buddhovství. Každá úroveň má svůj název, který ji charakterizuje. Pro jednotlivé stupně pokroku je typické, že v nich bódhisattva vždy kultivuje jednu páramitu, i když to samozřejmě neznamená, že by ostatní naprosto zanedbával. Bódhisattva získává nutné zkušenosti a vlastnosti, po dosažení náležitého stupně pokroku postupuje na další úroveň. Desetistupňový výčet jednotlivých úrovní je následující:
1. Pramuditá bhúmi (radostná úroveň): Bódhisattva prožívá radost z nastoupené cesty, z odložení strachu ze smrti a ze zrození v nižších úrovních bytí. Dominantní páramitou kultivovanou v tomto období je štědrost (dána).
2. Vimalá bhúmi (neposkvrněná úroveň): Bódhisattva se zbavuje zbývajících pochyb. Jako dominantní páramitá je rozvíjena mravní kázeň (šíla) – bódhisattva se očišťuje od nesprávného jednání na úrovni těla, řeči a mysli.
3. Prabhákarí bhúmi (jas tvořící úroveň): V tomto období je kultivována trpělivost (kšánti), která znamená schopnost snášet jakékoli strasti bez negativní reakce. Nejedná se však o běžnou úroveň trpělivosti, typicky její dokonalou kultivaci ilustruje příběh z minulých životů Buddhy, kdy mu byly odřezány všechny končetiny a on byl přesto schopen zahrnovat násilníka přátelskou láskou. Název úrovně je odvozen od toho, že po dokončení této úrovně z bódhisattvy vychází záře Dharmy.
4. Arčišmatí bhúmi (planoucí úroveň): Název je odvozen od skutečnosti, že bódhisattva pomocí praktikování dokonalosti energie (virja) spálí planoucím světlem všechny překážky na cestě k osvícení.
5. Sadurdžajá bhúmi (velmi těžko zvládnutelná úroveň): Vyžaduje rozvinutí dokonalosti meditativního soustředění (dhjána). Bódhisattva musí rozvinout tuto schopnost tak, že jednotlivé stavy hluboké koncentrace jsou mu okamžitě přístupné. Rozvinutí schopnosti soustředí umožňuje bódhisattvovi počáteční pochopení nauky a pravdy, zejména v jejím aspektu prázdnoty (šúnjatá). Název úrovně je odvozen od skutečnosti, že bódhisattva na této úrovni pomáhá cítícím bytostem dosáhnout pokroku a není emocionálně ovlivněn, jestliže bytosti na jeho úsilí reagují negativně, obojí je velmi těžce zvládnutelné.
6. Abhimukhí bhúmi (čelící úroveň): Bódhisattva pomocí rozvíjení dokonalosti moudrosti (pradžňá) dosahuje poprvé přímého zření prázdnoty (šúnjata), také plně chápe závislé vznikání (pratítja samutpáda), proto už není vázán samsárickými pouty. Bódhisattva na této úrovni čelí pravé povaze skutečnosti, odtud odvozen název úrovně.
7. Dúrangama bhúmi (dalekosáhlá úroveň): Bódhisattva v tomto období zcela ovládl karmické zákony, které může využívat k pomoci cítícím bytostem. K tomu využívá zejména dokonalosti ve volbě vhodných prostředků (upája), která je právě na této úrovni kultivována.
8. Ačalá bhúmi (nepohnutelná úroveň): V tomto stádiu obnovuje bódhisattva svůj slib pomáhat nespočetným bytostem po neomezeně dlouhou dobu, čímž dovrší dokonalost rozhodnutí (pranidhána). Tento slib umožňuje bódhisattvovi nastoupit cestu směrem ke „transcendentnímu buddhovstí“, které není jednorázovým buddhovstvím, tak jak jej chápe théraváda. V této fázi dosahuje i schopnosti určit si místo a čas svého budoucího zrození. Název úrovně je odvozen od skutečnosti, že bódhisattva nemůže být pohnut jakýmikoli světskými mámeními.
9. Sádhumatí bhúmi (v pravdě svatá úroveň): Bódhisattva získává moudrost, pomocí níž je schopný vidět do ostatních bytostí a na základě toho jim předávat dharmu pro ně nejvhodnějším způsobem, který odpovídá jejich duchovnímu pokroku. Dominantní páramitou kultivovanou v tomto období je dokonalost vyšších sil (bála).
10. Dharma-mégha bhúmi (úroveň mraku dharmy nebo úroveň totality pravdy): Představuje dovršení dokonalosti poznání (džňána) v celé její univerzalitě. Bódhisattva se stává jedním z transcendentních táthagátů, vybere si čas a místo lidského zrození, aby manifestoval cestu k osvícení a šířil dharmu, která umožní nesčetným bytostem osvobození ze samsáry. Jako transcendentní táthagáta může opakovat svůj učitelský úkol nespočetněkrát v dalších kosmických obdobích (kalpách) a jiných světových systémech.

Právě realizací transcendentního táthagátovství se mahájána zcela liší od théravádového pojetí. V mahájáně se bódhisattva stává buddhou v jiné nadzemské úrovni (proto transcendentní nebo kosmický táthagáta), poté se v příhodný okamžik zrodí jako člověk, avšak jeho cesta k osvícení, jak je popsána v příběhu Gautamy Buddhy, je pouhým „pedagogickým divadlem“, které je speciální učitelskou metodou. Bódhisattva sice jako člověk realizuje osvícení, ale děje se tak pouze „naoko“, protože osvícení dosáhl již dávno předtím jako transcendentní táthagáta. (Srovnej: Doketismus) Théravádová tradice s tímto nesouhlasí, bódhisattva je dle ní až do okamžiku osvícení nevědomou bytosti, osvícení nedosahuje v některém z nadpozemských světů, ale vždy jako člověk ve svém posledním zrození. Dle théravády poté, co buddha završí své učitelské poslání, umírá (vstupuje do parinirvány) a tím jeho úkol končí, svět musí čekat dlouhé období na příchod dalšího buddhy. Pravděpodobně někteří stoupenci Buddhova učení nemohli pochopit, že by soucitný Buddha jednou provždy opustil tento svět a zanechal ho bez pomoci. Zřejmě takové úvahy stály o zrodu mahájánové představy o transcendentních táthagátech, kteří neustálé bdí nad světem a v příhodných okamžicích se v něm objevují, aby šířili dharmu.